# Bargueno

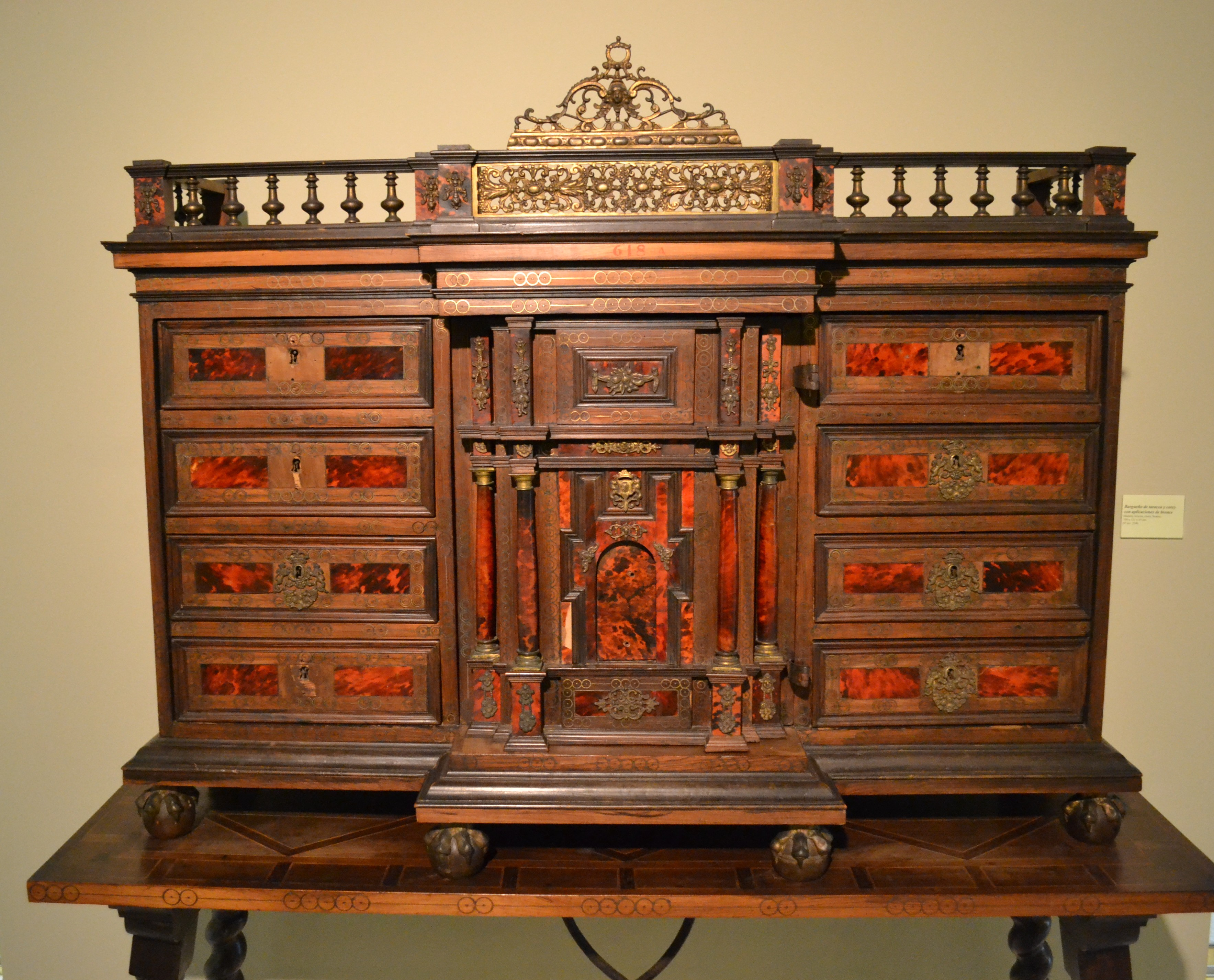
Bargueño Sur table, décoré avec de la marqueterie, des écailles de tortue et du bronze (dimensions: 100 x 131 x 45 cm) Musée de Beaux-Arts de Valence.

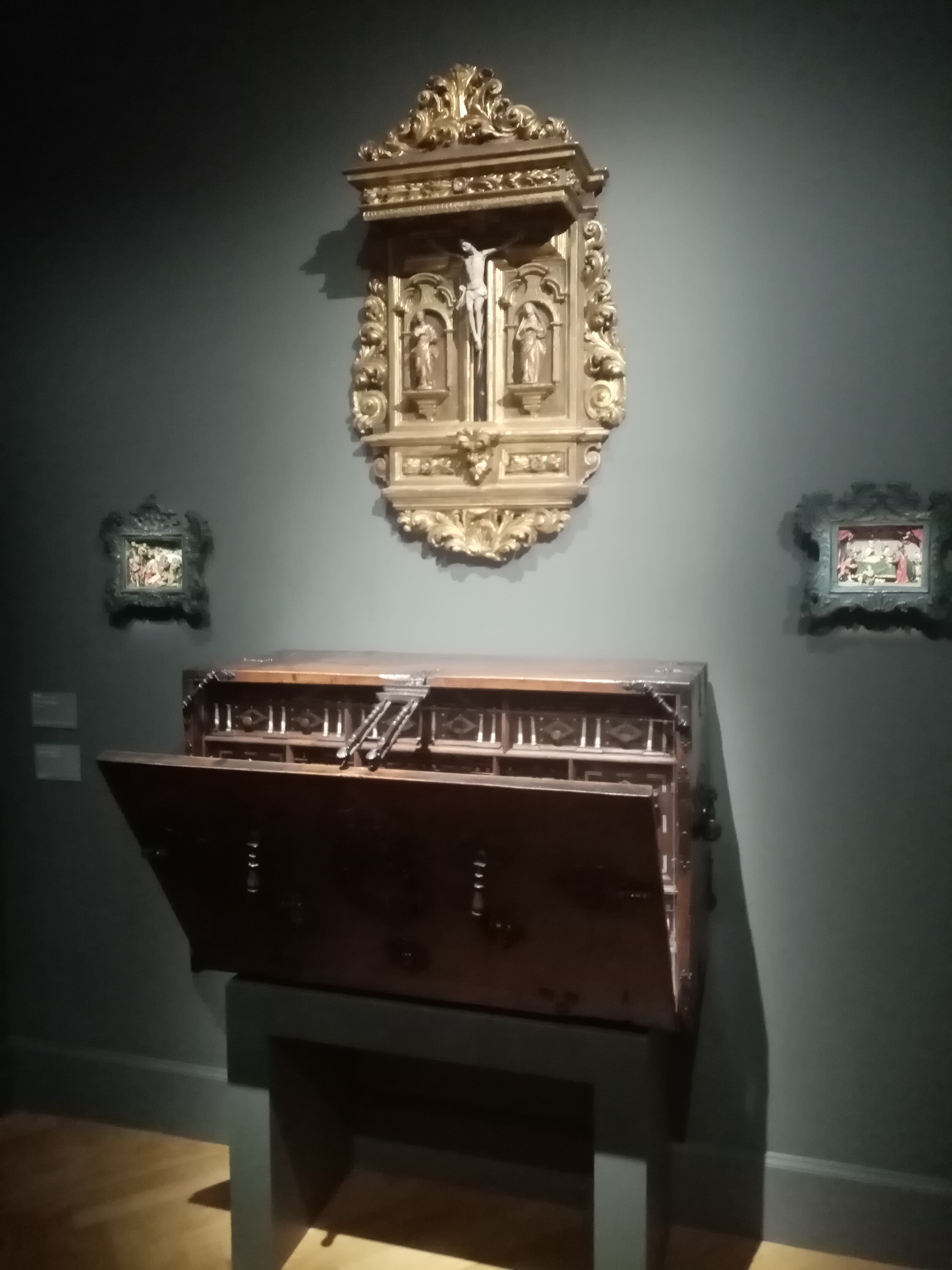
Bargueño ou cabinet espagnol. Tolède, XVIe siècle. Musée Goya. Castres.

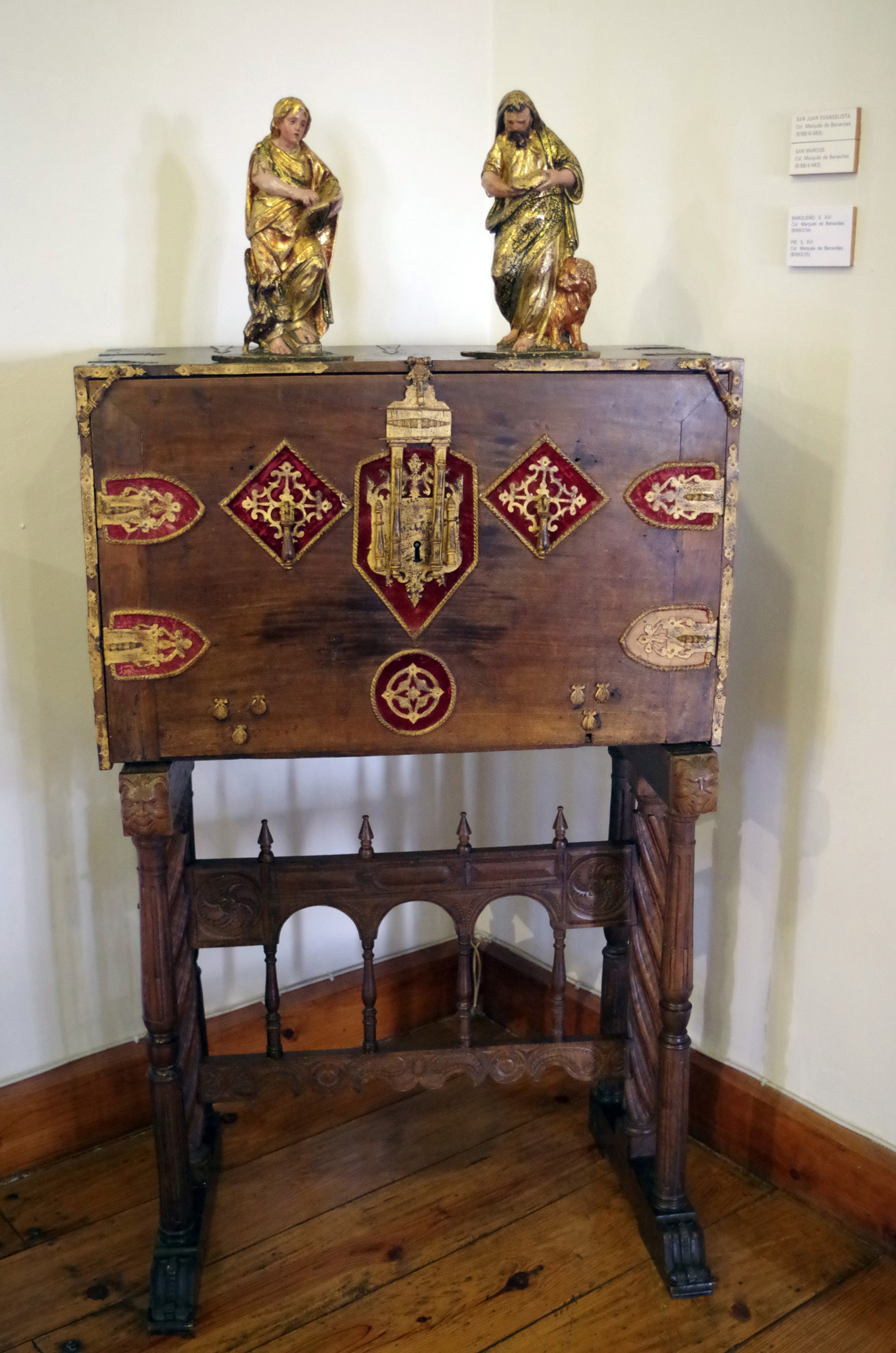
Bargueño Espagnol du XVI sur table de pied de pont. Musée d'Ávila.

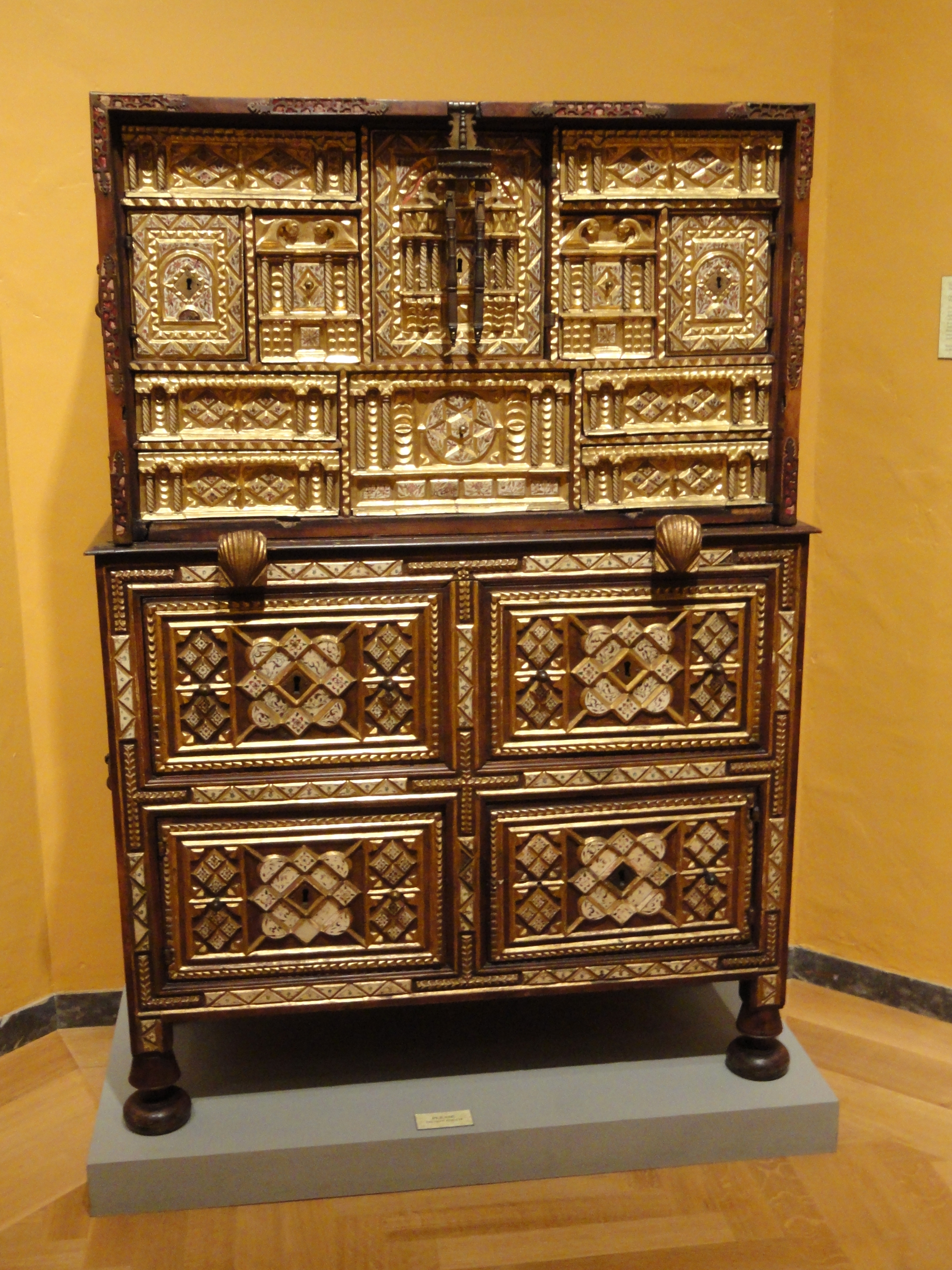
Bargueño Espagnol du XVII sur taquillón.

Le bargueno ou cabinet espagnol (en espagnol bargueño) est un meuble en bois d'origine espagnole, fabriqué entre le XVIe et le XVIIIe siècle. C'est un secrétaire ou cabinet d’apparat, transportable à dos de mule. Les exemplaires les plus luxueux peuvent être dorés à la feuille et ornés avec de l'ivoire, des coquillages et de la marqueterie. 
Le nom fait référence village de Bargas dans la province de Tolède (Espagne).  Ces meubles font partie des cabinets et des bureaux.

## Étymologie
Le « bargueño » tire son nom du plus important foyer de production : Bargas (province de Tolède). Pour Eberlein et Burr, ce meuble se base sur une évolution catalane de coffres en rouleau d'origine arabe avec des arcs intarsia d'inspiration mudejar de la même période. Les relations de famille entre l'Espagne et l'Allemagne sous Charles Quint (couronne espagnole et empereur allemand) facilitent l'exportation de meubles qui est rapidement imité par les artisans allemands, en particulier à Augsbourg, ville de résidence des Fugger, banquiers de Charles Quint. La production allemande supplanta peu à peu la production espagnole, jusqu'à ce que Philippe III d'Espagne dicte une loi interdisant l'importation de ces meubles depuis l'Allemagne 
Son succès fut tel qu’il devint l’un des meubles le plus fréquent dans les intérieurs jusqu’à la Renaissance[réf. nécessaire]
- Bargueño, du musée Estevez, Rosario, Argentine
- Bargueño, du musée national et domaine du château de Pau, France
- Bargueño, du musée national de Varsovie, palais Wilanów, Pologne

## Description et typologie
L'académie de la langue espagnole décrit les barguenos comme des « meubles en bois avec de nombreux petits tiroirs, ciselés ou marquetés, dorés et aux couleurs vives, typique du style qui était produit à Bargas ». Ces meubles sont présentés avec d'autres noms : bureau, cabinet ou secrétaires. En général, ils possèdent une table pliante pour pouvoir écrire dans la partie supérieure tenue par des charnières. Une caractéristique des bargueños est le grand nombre de ses tiroirs de différents tailles et compartiments, dont certains sont munis de mécanismes secrets ou de serrures, le tout richement décoré, pour que le propriétaire puisse l'utiliser soit comme secrétaire, soit pour archiver des documents ou encore pour y conserver des objets précieux. 
Il en existe deux grands types : ceux qui sont ouverts avec les tiroirs visibles (cabinets) et ceux avec une tablette mobile qui sert soit à écrire, soit à fermer le secrétaire. Les barguenos sont toujours en deux pièces : le secrétaire et son support, bien que l'ensemble forme un ensemble unique. Cette caractéristique était essentielle pour en faire un meuble transportable que l'on puisse charger sur un cheval ou un âne. Il existe trois types de supports : 
- Table de pied de pont, en forme de colonnes qu'ils vont unies par des couples en une arche ou galerie calée.
- Support ou table en fers forgés en forme de X qui maintient la structure.
- Bargueño de type crédence avec des tiroirs visibles sur la partie haute et des portes sur la partie basse.

## Histoire
Dans l'inventaire des meubles espagnols, le bargueno fait partie des secrétaires. Le nom d'origine a été donné en 1872 par Juan Facundo Riaño d'après un nom utilisé oralement, probablement d'après le village de Bargas
Pour Eberlein et Burr, c'est un meuble d'origine espagnole créé à partir du coffre de mariée catalan (XVIe siècle) qui est lui-même une évolution des coffres mudéjars maquettés de cette époque. La relation familiale de la Couronne Espagnole avec l'empire autrichien permit  l'exportation du meuble qui fut rapidement imité par les artisans allemands, en particulier à Augsbourg, ville des Fugger, banquiers de Charles Quint. La production allemand supplanta progressivement le meuble espagnol, jusqu'à la promulgation d'une loi de Philippe III d'Espagne interdisant l'importation de secrétaire d'Allemagne".